# Max Nilén
Max Nilén, född 10 september 1992, är en svensk skådespelare.
Han studerade vid Teaterhögskolan i Malmö (2012–2015) och har gjort ett flertal svenska film- och TV-produktioner, bland annat Fröken Frimans krig (2015), Call Girl (2012) och Genombrottet (2025). 

## Filmografi (i urval)
- 2011 – Anno 1790 (TV-serie)
- 2012 – Torka aldrig tårar utan handskar (TV-serie)
- 2012 – Call Girl
- 2016 – Fröken Frimans krig (TV-serie)
- 2021 – Beck – Den förlorade sonen
- 2022 – Lust (TV-serie)
- 2022 – Heder (TV-serie)
- 2023 – Trolltider – legenden om Bergatrollet (TV-serie)
- 2024 – Veronika (TV-serie)
- 2024 – Helikopterrånet (TV-serie)
- 2025 – Genombrottet (TV-serie)